# Абіску (дослідницька станція)
Науково-дослідницька станція Абіску  — шведська арктична станція розташована на південному березі озера Турнетреск, на території національного парку Абіску. Належить та управляється  Шведським полярним науково-дослідним Секретаріатом. На станції проводяться  екологічні, геологічні, геоморфологічні та метеорологічні дослідження в субарктичних умовах, її щорічно відвідують близько 500 вчених з усього світу. Флора та фауна місцевості відповідає альпійським та субальпійським умовам.

## Історія
Перша польова станція у 35 км на захід від Абіску була створена у 1903 році. Однак, у 1910 році вона згоріла, внаслідок чого були знищені всі дані досліджень.  У 1912 році була збудована нова станція, і з 1913 починається систематичний  збір метеорологічних наборів даних, що включають в себе: температуру повітря та ґрунту, кількість атмосферних опадів, атмосферний тиск, вологість повітря, швидкість і напрямок вітру, товщину снігового покриву та льоду в озері та ряд інших показників.
Станція є місцем багаторічних досліджень змін клімату. З 1935 року до грудня 2010 року станцією керувала Шведська королівська академія наук, зараз підпорядковується Шведському полярному науково-дослідному секретаріату.
З 1996 року на базі станції діє проект університету Умео з дослідження кліматичних змін.

## Дослідження
Станція розташована приблизно в 200 км на північ від Полярного кола і приблизно на 385 м над рівнем моря. Середньорічна температура становить приблизно 0 ° С. Область малонаселена, а землекористування мінімальне, переважають розведення оленів, мисливство, риболовля, туризм та дослідження. Таким чином, вплив антропогенних чинників на природу зведено до мінімуму.
На станції ведуться активні дослідження в різних галузях географії, біології, метеорології та екології рослин. Прилеглі території дозволяють досліджувати березові ліси, болота, гірські схили ,озера та річки. Ключової сферою є дослідження змін клімату. У десяти кілометрах на Схід від станції знаходиться район вічної мерзлоти Стордален, що безперервно тане протягом останніх 30 років. Геоморфологічні дослідження зосереджується на руйнуванні гір та динаміці рівня опадів.

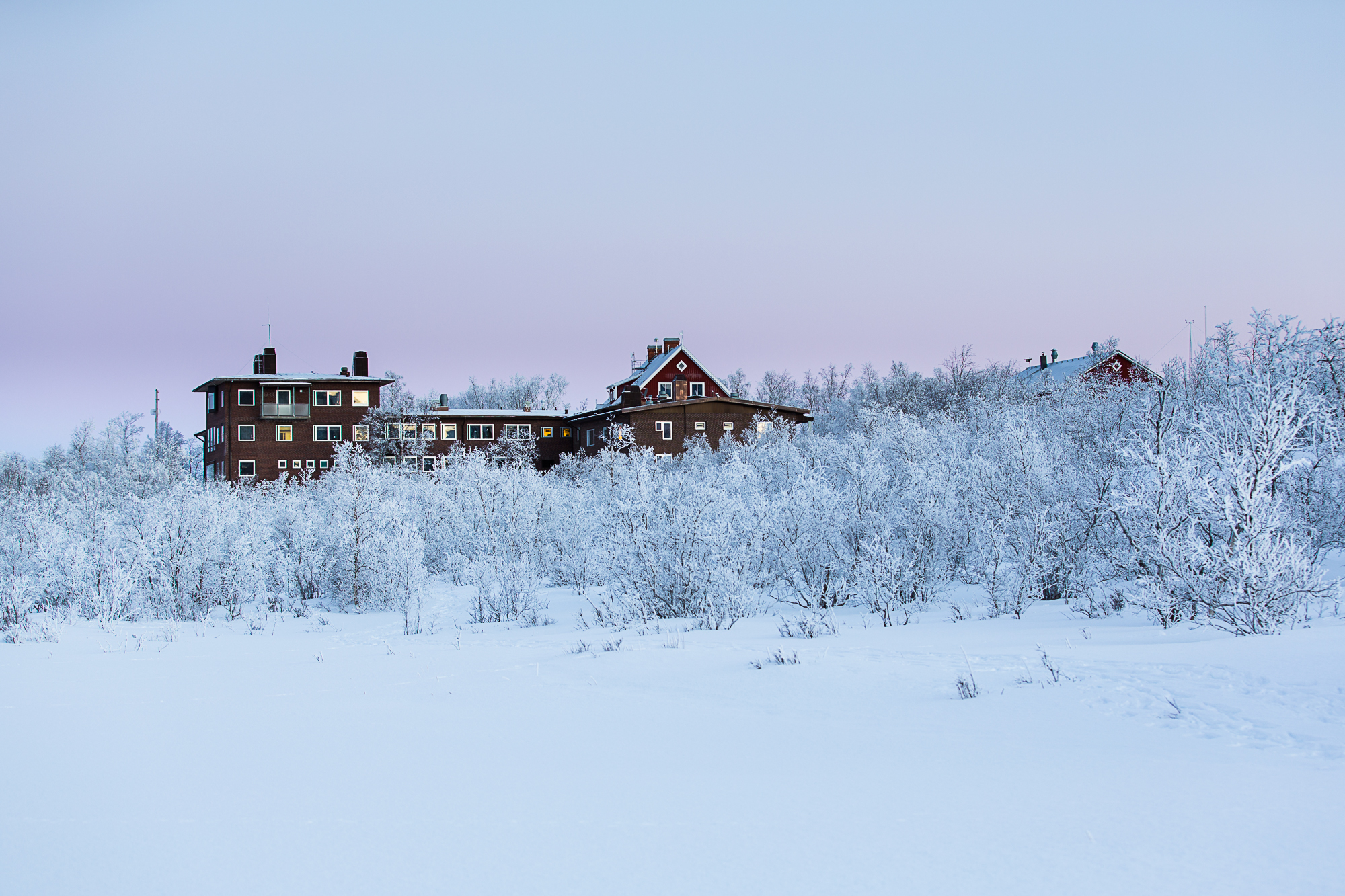
Станція взимку

Подати заявку для проведення власних досліджень може кожен бажаючий скориставшись формою на сайті NordGIS. При цьому організація яку представляє дослідник має сплатити вартість проживання та використання обладнання . Платіж вноситься після завершення проекту переказом на відповідний рахунок. Оплата готівкою чи кредитною карткою можлива лише за попередньої домовленістю.
На основі досліджень проведених на станції оприлюднено понад 3000 наукових публікацій. Станція є учасником ряду міжнародних дослідницьких мереж, таких як: Університет Арктики, SITES [Архівовано 11 січня 2018 у Wayback Machine.],ICOS Sweden [Архівовано 6 квітня 2018 у Wayback Machine.], INTERACT [Архівовано 7 березня 2018 у Wayback Machine.] та CIRC [Архівовано 5 січня 2018 у Wayback Machine.].
На станції також регулярно проводяться семінари та конференції. Адміністрація як сама організовує такі заходи, так і надає майданчик іншим організаціям.

## Інфраструктура
Найближчий населений пункт селище Абіску. Там проживає близько 180 мешканців, є дитячий садок, школа, декілька магазинів та готелів і залізничний вокзал, на який курсують потяги із Стокгольма. Найближчі аеропорти знаходяться в містах Кіруна (100 км) та Нарвік (75 км). У туристичний сезон з аеропрту Кіруна до Абіску курсує автобус. Через місто проходить автомагістраль  Е10.
На станції може розміститися майже 100 відвідувачів. Для проживання доступно 28 двомісних номерів, 7 - чотиримісних, 4 сімейні апартаменти та спільні кухні. Харчування також можна замовити в готелях чи магазинах. В будівлі розміщено декілька геологічних та хімічних лабораторій з усім необхідним обладнанням, 5 залів для проведення лекцій та конференцій, холодильні та морозильні камери для зберігання матеріалів та зразків. Для оренди доступні два автомобілі-універсали та один мікроавтобус.